# De Kellerske Anstalter
De Kellerske Anstalter eller de Kellerske Institutioner (DKI) var Danmarks og Nordeuropas største samling af anstalter for udviklingshæmmede. Hovedsædet lå i Brejning ved Vejle Fjord og eksisterede indtil 1990.

## Historie
Den Kellerske anstalt blev grundlagt i 1867, efter at døvepædagogen, cand.theol. Johan Keller i 1865 havde udvidet sin private døvstummeskole i København til at omfatte åndssvage. Efter ham fulgte sønnen Christian Keller som leder.
Danmark blev med Christian Keller som frontfigur et foregangsland for institutionalisering af åndssvage. Anstalten i Brejning blev med sine isolationsfilialer på Livø og Sprogø vist frem som forbillede for hele Europa. Siden tog kritikken af de store centralinstitutioner over, og det førte fra slutningen af 1950'erne til en gradvis opløsning og introduktion af mindre boligformer. I de seneste år har man set langt mere kritisk på den tvangsanbringelse, overvågning og sterilisation, som fandt sted i systemet, hvilket ikke kun ramte udviklingshæmmede, men også andre socialt marginaliserede mennesker.

## Afdelinger

### Brejning
Fra 1899 havde anstalten hovedkvarter i Brejning mellem Vejle og Fredericia. Ved udflytningen af ”De Kellerske Anstalter” til Brejning ønskede man at opbygge en helt ny type anstalt, som skulle være selvforsynende. Efterhånden blev der oprettet udover bygningerne til beboerne også dampvaskeri, elektricitetsværk, bageri, landbrug medvidere. Der var en skarp differentiering mellem skolehjem, plejehjem og arbejdshjem. Denne differentiering af anstalten, hvor det kuperede terræn, som rummede anstalten, hjalp til at de enkelte enheder blev oplevet som markant adskilte, medførte at den blev betragtet som en mønsteranstalt i Europa.
Det oprindelige kompleks i Brejning er tegnet af Vilhelm Klein i historicistisk stil og opført 1898-1901. Den første bygning, mandshjemmet, blev indviet 10. juli 1899. Anstalten havde plads til 600 personer. De næste 60 år mangedobledes tallet. Senere udvidelser blev foretaget af Peder Gram og Ernst Petersen.
I nabolaget opstod der en større by, beboet af funktionærer, håndværkere og andre med tilknytning til anstalten. Der blev opført villaer, butikker og et hotel, og indbyggertallet voksede kraftigt. For enden af byen lå portnerboligen, som Christian Keller havde fået opført ved indgangen til anstalten. Den markerede den tydelige grænse, der afgjorde, om man boede i Brejning eller på Brejning. Herinde på anstaltens område boede de åndssvage patienter, de ugifte plejere, lægerne og det administrative personale. For folk udefra var anstalten et lukket område medmindre man havde et ærinde, og verden udenom var lukket land for de åndssvage.
Komplekset er i dag ombygget til bl.a. private boliger og lejligheder. Hovedbygningen er blevet til hotellet Comwell Kellers Park. Det tidligere kvindehjem er nu Brejning Efterskole.
Vejle Kommune driver på H.O. Wildenskovsvej i nærheden af Comwell Bofællesskabet Postens Vej. Boligerne er fordelt i 3 enheder bundet sammen af et stisystem. Husene er opdelt i ’firkløver-enheder’ med hver 20 boliger, der er opdelt i 4 grupper. Brugerne har forskelige udviklingsmæssige og fysiske handicaps, og hver bolig er indrettet til et højt plejeniveau.

### Livø
I 1911 overtog De Kellerske Anstalter Livø i Limfjorden. Øen blev et sted, hvor åndssvage og ofte kriminelle mænd blev anbragt. De blev somme tider betegnet "antisociale" eller "moralsk åndssvage",[kilde mangler] på baggrund af gerninger, som kunne være alt fra voldtægt til cykeltyveri og drengestreger. Nogle ville med nutidens kriterier næppe ville blive vurderet som åndssvage eller udviklingshæmmede. Systemet med systematisk isolation (og ofte sterilisationer) blev gennemført i 1920'erne og 30'erne på baggrund af arvehygiejnens forestilling om at sociale mangler var nedarvede. Staten ville derfor hindre, at de kunne sætte børn i verden og forøge de sociale mangler og omkostninger i de følgende generationer. En af de drivende kræfter var den socialdemokratiske socialminister K.K. Steincke, men der var næsten ingen politisk modstand mod tiltagene.
Et af målene med Livø var at få de indsatte tilbage på ret spor og et normalt liv, men også at forebygge, at de fik børn. Når de blev prøveløsladt, kunne samvær eller forlovelse føre til genanbringelse på øen.
De anbragte på øen kunne gå frit omkring. De var beskæftiget med landbrug, skovdrift, mejeridrift og på værksteder. Flere forsøgte at flygte, hvilket ofte havde en ulykkelig udgang. På den tid havde Livø 200 beboere, hvoraf halvdelen var de anbragte under åndssvageforsorgen, mens den anden halvdel var de ansatte og deres familie. Øanstalten blev nedlagt i 1961. Anstaltens hvide huse med de røde tage er bevaret og i dag overnatningssted med 270 pladser.

### Sprogø
I 1923 indrettede De Kellerske Anstalter en tilsvarende anstalt for ca. 50 kvinder på Sprogø i Storebælt. Det var først og fremmest ugifte kvinder med en aktiv seksualitet. Det skete under påvirkning af tidens debat om arvehygiejne og i frygt for spredning af kønssygdomme og uønskede børnefødsler. Kvinderne var gennemsnitligt anbragt i syv år og kunne blive løsladt på betingelse af sterilisering. Øanstalten blev nedlagt i 1961.
Kvindernes liv på Sprogø er beskrevet som fiktion i romanerne Journal 64 af Jussi Adler-Olsen og Skygger fra Sprogø af Vibeke Marx.
Malou Reymanns film Ustyrlig (2023) handler om pigen Maren, der i 1933 bliver sendt til anstalten efter at være blevet vurderet åndssvag pga. sin, med tidens blik, amoralske opførsel.
Billeder, dagbøger og hverdagsfortællinger om kvinderne på Sprogø kan ses på det Kellerske Museum i Brejning ved Kellers park.